# Олимпийский комитет Объединённых Арабских Эмиратов
Национальный олимпийский комитет Объединённых Арабских Эмиратов (араб. الامارات العربية المتحدة اللجنة الأولمبية الوطنية‎) — организация, представляющая Объединённые Арабские Эмираты в международном олимпийском движении. Основан в 1979 году; зарегистрирован в МОК в 1980 году.
Штаб-квартира расположена в Дубае. Является членом Международного олимпийского комитета, Олимпийского совета Азии и других международных спортивных организаций. Осуществляет деятельность по развитию спорта в ОАЭ.